# 800. brigada vojaške policije (ZDA)
800. vojaškopolicijska brigada (izvirno angleško 800th Military Police Brigade) je bila vojaškopolicijska brigada Kopenske vojske Združenih držav Amerike.